# Charlie Hustle: The Blueprint of a Self-Made Millionaire
Charlie Hustle: The Blueprint of a Self-Made Millionaire è il quinto album in studio del rapper statunitense E-40. Pubblicato il 9 novembre 1999, è stato distribuito dalla Sick Wid It e dalla Jive Records. Prendono parte all'album, tra gli altri, C-Bo, Fat Joe, Too Short, B-Legit e Lil Wayne.
Charlie Hustle ha raggiunto la ventottesima posizione nella Billboard 200 e la seconda nella chart degli album hip hop.
| Recensione | Giudizio |
| ---------- | -------- |
| AllMusic   | [ 1 ]    |
| The Source | [ 2 ]    |

## Tracce
1. L.I.Q. – 4:56 (musica: Bosko)
2. Ballaholic (feat. Marco Aleotti) – 5:14
3. 'Cause I Can (feat. Jayo Felony & C-Bo) – 3:18
4. Get Breaded (feat. Sauce Money & Fat Joe) – 4:18
5. Look at Me (feat. Lil Wayne, Baby, Juvenile & B.G.) – 4:05
6. Duckin' & Dodgin' – 3:45
7. Fuckin' They Nose (feat. The Click & Bosko) – 5:41
8. Seasoned (feat. Otis & Shug) – 4:36
9. Earl, That's Yo' Life (feat. Otis & Shug & Too Short) – 5:24
10. Rules & Regulations – 4:43
11. Borrow Yo' Broad (feat. B-Legit) – 3:38
12. Do What You Know Good (feat. Levitti) – 4:03
13. Mouthpiece – 4:43
14. Big Ballin' with My Homies – 3:57
15. Ghetto Celebrity (feat. Suga-T) – 4:17
16. Gangsterous (feat. D-Shot & The Mossie) – 3:35
17. Brownie Points (feat. A-1) – 3:58

## Classifiche
| Classifiche (1999) | Posizione massima |
| ------------------ | ----------------- |
| Stati Uniti        | 28                |